# Distrikt Niepos
Der Distrikt Niepos liegt in der Provinz San Miguel in der Region Cajamarca im Norden Perus. Der Distrikt entstand in den Gründungsjahren der Republik Peru. Er besitzt eine Fläche von 155 km². Beim Zensus 2017 wurden 3470 Einwohner gezählt. Im Jahr 1993 lag die Einwohnerzahl bei 5554, im Jahr 2007 bei 4452. Sitz der Distriktverwaltung ist die 2445 m hoch gelegene Ortschaft Niepos mit 691 Einwohnern (Stand 2017). Niepos befindet sich 32 km westnordwestlich der Provinzhauptstadt San Miguel de Pallaques.

## Geographische Lage
Der Distrikt Niepos befindet sich in der peruanischen Westkordillere im zentralen Nordwesten der Provinz San Miguel. Der Río Los Argollas, linker Quellfluss des Río Zaña, begrenzt den Distrikt im Osten. Der Südosten wird über den Río Nanchoc nach Westen entwässert.
Der Distrikt Niepos grenzt im Südwesten an die Distrikte Bolívar und Nanchoc, im Nordosten an den Distrikt Oyotún (Provinz Chiclayo), im Norden an den Distrikt La Florida, im Osten an den Distrikt Calquís sowie im Südosten an die Distrikte El Prado, Unión Agua Blanca und San Gregorio.

## Ortschaften
Im Distrikt gibt es neben dem Hauptort folgende größere Ortschaften:
- El Bebedero
- El Naranjo
- Lanchez